# Evo Morales
Juan Evo Morales Aima (Orinoca, 26. listopada 1959.), bolivijski predsjednik i vođa domorodaca. Sudjelovao je na predsjedničkim izborima 2005. godine i dobio je apsolutnu većinu glasova u prvom krugu (54%). 
Morales je ljevičar, vođa bolivijskih kokalerosa (uzgajivači biljke koka) i vođa stranke MAS (pokret za socijalizam).

## Životopis
Rođen je u obitelji iz etničke grupe Aymara u Orinoci, rudarskom gradu u Oruru. Početkom 1980-ih godina njegova je obitelj migrirala u tropske ravnice istočne Bolivije. Naselili su se u Čapareu gdje su se bavili poljoprivredom, između ostalog i uzgajanjem koke. Za ekonomskih reformi 1990-ih bivši su rudari počeli baviti se uzgajanjem koke i doprinositi porastu uloge Bolivije u proizvodnji i krijumčarenju droge. 
Vođa kokalerosa, Morales, izabran je u parlament 1997. godine kao predstavnik provincije Chapare. Dobio je 70% glasova u provinciji. 
Na predsjedničkim izborima 2002. godine bio je drugi, što je neugodno iznenadilo tradicionalne bolivijske stranke. Taj njegov uspjeh je proslavilo domorodačko stanovništvo u cijeloj Južnoj Americi. Morales je postigao relativni uspjeh unatoč komentarima veleposlanika SAD-a uperenih protiv njega tijekom izborne kampanje. Morales je kasnije tvrdio da mu je ta negativna kampanja zapravo pomogla, jer je "probudila savjest naroda". 
Zbog velikog nezadovoljstva i nemira u narodu, bolivijski kongres odlučio je izbore planirane za 2007. godinu održati u prosincu 2005. godine na kojima je Evo Morales je uvjerljivo pobijedio s 54% glasova.

## Ideologija
Citat:
„Najveći neprijatelj čovječanstva je kapitalizam. On uzrokuje pobune poput ove naše, pobune protiv sustava, protiv neoliberalnog modela koji predstavlja divlji kapitalizam. Ako cijeli svijet ne spozna ovu realnost, nacionalne države neće biti u stanju osigurati minimalne uvjete za zdravlje, obrazovanje i prehranu, i tada su svaki dan osnovna ljudska prava prekršena.“
Morales često spominje da je Slobodna američka zona trgovine, koju su osnovale SAD, "sporazum kojim se legalizira kolonizacija Amerike".
Izrazio je divljenje Rigoberti Menchú i Fidelu Castru. 
Moralesovi stavovi prema drogi mogu se izraziti jednom rečenicom: "lišće koke nije droga", zapravo žvakanje lišća koke predstavlja, među domorodačkim stanovništvom, tradiciju staru preko tisuću godina. On također smatra da problem droge treba rješavati na strani konzumenata, a ne na strani proizvođača.